# Jer Tanrı
Jer Tanrı, Jerengri ali Certenger (turško in azerbajdžansko Yer Tanrı) je bila v turški mitologiji  boginja zemlje.  Znana je tudi kot Jer Ana.
Z očetom Gök Tanrıjem (Tengrijem) in bratom in možem Kajrom je bila mati Aj Tanrı, Umaj, Ulgena, Kujaša in Erlika. Kot boginja plodnosti je bila darovalka pridelkov in obilja. Spomladi in v jeseni – pred setvijo  in po žetvi – so jo počastili z žrtvovanjem živil, predvsem mleka, kumisa in čaja. 
Jer Tanri so imeli za mater in ženo Gok Tengrija. Pojavljala se je v silah narave. V starodavni turški mitologiji so verjeli, da so smrtniki potomci zveze Tengrija in Jer (Zemlje). Na Kul Tiginovem spomeniku med drugim piše:
Üze kök tengri asra yagiz yir kilindukda ikin ara kişi oğlı kılınmış.
Na zčetku je bilo modro nebo zgoraj, temna zemlja spodaj in človeški sinovi med njima.

## Sklic
1. ↑  Kül Tigin Abidesi Arhivirano 2016-12-30 na Wayback Machine. (Kultiginov spomenik).

## Vir
- Celal Beydili, Yurt Yayınevi. Türk Mitolojisi Ansiklopedik Sözlük, str. 612 – 613.